# Luigi Firpo
Luigi Firpo (Torino, 4 gennaio 1915 – Torino, 2 marzo 1989) è stato uno storico, traduttore e politico italiano.

## Biografia

Luigi Firpo

Nato a Torino nel 1915, si laureò in Giurisprudenza a Torino con Gioele Solari nel 1937, ricoprendo durante gli studi universitari anche l'incarico di capo-redattore del Lambello, periodico edito dal GUF torinese. Appunto nel Lambello, con un articolo dal titolo “Isacco e Ismaele”, il Firpo pose la questione del sionismo finanziario. Dal 1957 fu professore ordinario di Storia delle dottrine politiche presso l'Università degli Studi di Torino, prima nella Facoltà di Giurisprudenza e poi in quella di Scienze politiche.
Luigi Firpo dedicò i suoi studi alla storia del pensiero politico, con particolare attenzione alla stagione tra Rinascimento e Controriforma, e ad alcuni dei suoi maggiori umanisti: Niccolò Machiavelli, Tommaso Moro, Erasmo da Rotterdam, Giovanni Botero e Tommaso Campanella. Fu membro, e per alcuni anni presidente, del Comitato scientifico della Fondazione Luigi Einaudi di Torino.
Collaboratore del quotidiano La Stampa, Luigi Firpo vi curò per molti anni la rubrica domenicale Cattivi pensieri. Una raccolta degli articoli fu pubblicata nel 1983 dall'editore Mondadori. Fu membro del Consiglio di amministrazione della RAI e deputato del Partito Repubblicano Italiano.
Ottimo giocatore di bridge, scrisse alcuni libri sul gioco e presiedette la Federazione Italiana Gioco Bridge (FIGB) nel periodo 1970-1978.
Nel 1986, il Circolo della stampa gli conferì il premio annuale, destinato a tre piemontesi "l'opera e il prestigio dei quali risultino affermati in Italia e all'estero ...". Nell'occasione, oltre a Firpo, ricevettero il riconoscimento la scrittrice Lalla Romano e l'imprenditore Sergio Pininfarina.
Colpito da un ictus cerebrale nel gennaio del 1989, morì nel marzo dello stesso anno, a settantaquattro anni, all'Ospedale delle Molinette di Torino. Secondo una sua volontà più volte espressa, furono donate le sue cornee. Fu tumulato nel cimitero di Cavoretto.
Al suo nome è intitolata la "Fondazione Luigi Firpo - Centro di Studi sul Pensiero Politico" di Torino, istituita nel 1989 per onorarne la memoria. Il 26 novembre 2008, il comune di Torino gli ha dedicato un giardino nei pressi del cavalcavia di corso Dante.
Celebre fu la disputa con Silvio Berlusconi, che citò come proprio un testo a commento di un'edizione Mondadori della Utopia di Thomas More, firmato invece dal Firpo poco tempo prima su un'altra pubblicazione. Berlusconi, smascherato dal vero autore, tentò di chiudere la controversia omaggiando il Firpo con una valigetta di coccodrillo, che prontamente lo storico gli riconsegnò sdegnato.

## Opere principali
- Biografia degli scritti di Tommaso Campanella, Torino, Bona, 1940.
- Ricerche campanelliane, Firenze, Sansoni, 1947.
- Il processo di Giordano Bruno, Napoli, Edizioni Scientifiche Italiane, 1949.
- Lo stato ideale della Controriforma, Bari, Laterza, 1957.
- Gli scritti giovanili di Giovanni Botero: bibliografia ragionata, Firenze, Sansoni antiquariato, 1960.
- Appunti e testi per la storia dell'antimachiavellismo : corso di storia delle dottrine politiche, Torino, Cooperativa libraria universitaria torinese, 1961.
- Rousseau in Italia, Torino, Edizioni di "Filosofia", 1963.
- L'iconografia di Tommaso Campanella, Firenze, Sansoni antiquariato, 1964.
- Bridge: il sistema "Torino": dichiarazioni, giocata, percentuali, Torino, Associazione di Torino della Federazione italiana bridge, 1965.
- Invito al bridge: storia, regole, dichiarazione, giocata, Milano, Mursia, 1967.
- Girolamo Angeriano, Napoli, Libreria scientifica editrice, 1973.
- Vita di Giuseppe Pomba da Torino: libraio, tipografo, editore, Torino, UTET Unione tipografico-editrice torinese, 1975.
- Il concetto del lavoro ieri, oggi, domani, Torino, Fondazione Giovanni Agnelli, 1977.
- Cattivi pensieri, Milano, A. Mondadori, 1983.
- Gente di Piemonte, Milano, Mursia, 1983.
- Il supplizio di Tommaso Campanella: narrazioni, documenti, verbali delle torture, Roma - Salerno, stampa 1985. ISBN 88-85026-65-6.
- Questioni di sociologia del lavoro, (L. Firpo et al.), Torino, Cooperativa di cultura Lorenzo Milani, 1989.
- Ritratti di antenati, Torino, La stampa, 1989. ISBN 88-7783-033-6.
- L'utopismo del Rinascimento e l'età nuova, Tre edizioni in tiratura limitata, Alpignano, Tallone, 1990.
- Scritti sulla Riforma in Italia, Napoli, Prismi, 1996. ISBN 88-7065-015-4.
- Scritti sul pensiero politico del Rinascimento e della Controriforma, Torino, UTET Libreria, 2005. ISBN 88-7750-981-3.